# Esquerra Verda - Iniciativa pel País Valencià
Esquerra Verda - Iniciativa pel País Valencià és un partit valencià fundat per gent del Partit Democràtic de la Nova Esquerra que no acceptaren integrar-se al PSPV-PSOE. El líder, Joan Francesc Peris, diputat a les Corts Valencianes per les llistes d'Esquerra Unida del País Valencià i que va passar posteriorment al grup mixt a la V Legislatura (1999-2003) i va funda el partit, encara que no s'oficialitzà fins al febrer de 2004.
A les eleccions autonòmiques de 2003 va concórrer junt al Bloc Nacionalista Valencià, coalició que no va obtindre representació.
El novembre de 2004, Esquerra Verda participaria junt amb altres partits ecologistes per fundar el nou partit Els Verds del País Valencià.